# Костёл Вознесения Господня (Вильнюс)
Костёл Вознесе́ния Госпо́дня, костёл миссионеров (пол. Kościół Wniebowstąpienia Pańskiego, пол. Kościół Misjonarzy; лит. Viešpaties Dangun Žengimo bažnyčia, лит. Misijonierių bažnyčia) — католический костёл бывшего монастыря миссионеров в Вильнюсе. Располагается в Старом городе на улице Субачяус 26 (Subačiaus g. 26). Заложен в 1695 году. Ансамбль костёла, бывших зданий монастыря миссионеров, дворца, официны, хозяйственной постройки и ограды, занимающий площадь 21 803 м², является охраняемым государством объектом культурного наследия национального значения; код в Регистре культурных ценностей Литовской Республики 17068; код храма — 27327 .

## История

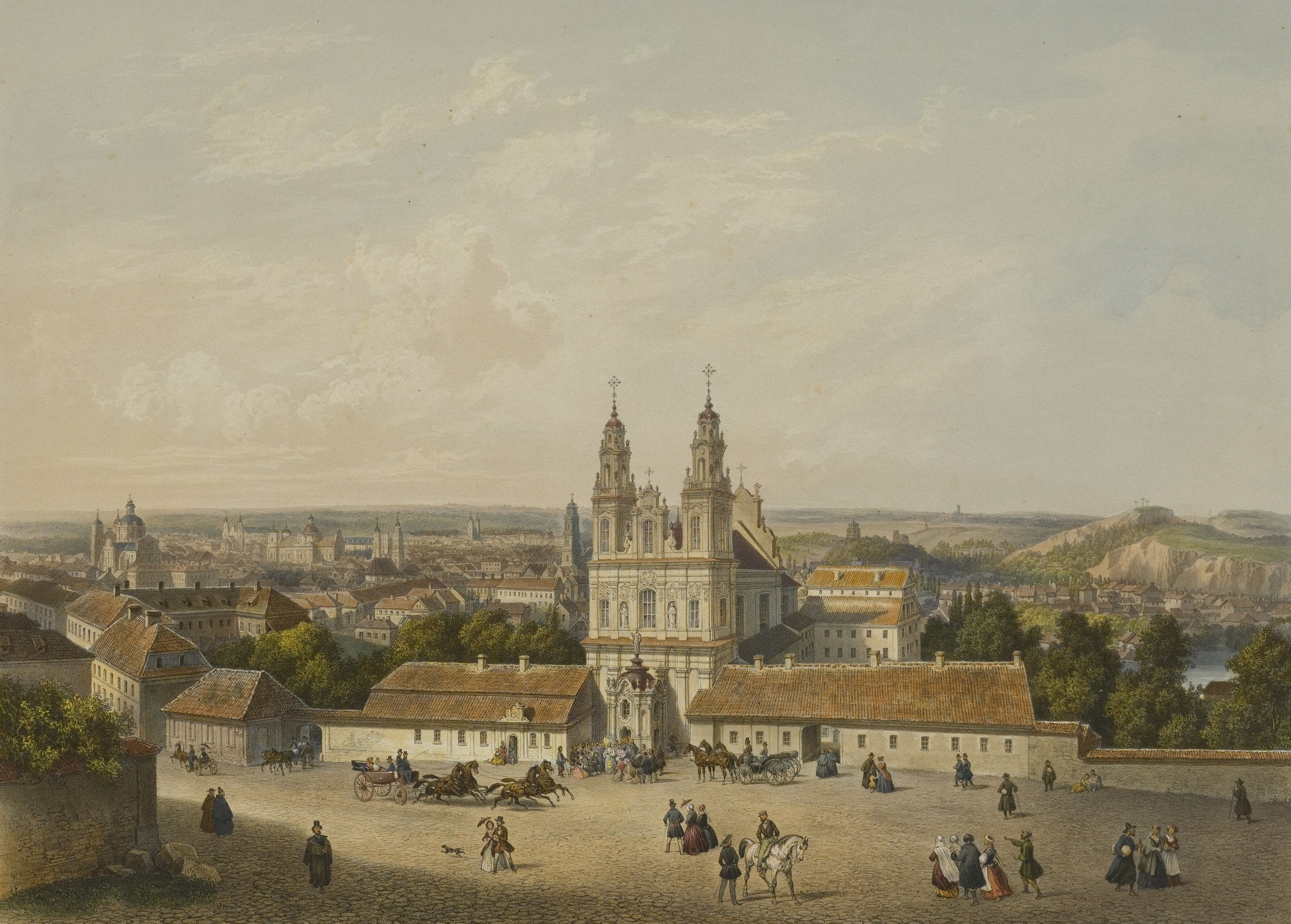
Зигмунт Фогель. Костёл миссионеров

Костёл возведён за городской стеной как часть ансамбля, состоящего из дворца епископа Иеронима Сангушки, монастыря миссионеров и служебного здания. Формирование ансамбля началось в 1640—1650 годах, когда Иероним Сангушко построил дворец, окружённый садом с прудами и родниками. По завещанию Сангушки (умершего в 1657 году) дворец и земельный участок перешли к монахам-бернардинцам, а те продали землю с постройками Екатерине Радзивилл. Она в 1686 году подарила участок с дворцом монахам миссионерам, известным также как паулины.
Монахи заложили часовню. Сооружение костёла началось в 1695 году. Возведение храма началось по замыслу и на средства Теофиля Плятера. Строительство храма из-за войн, пожаров, эпидемий, нехватки средств длилось несколько десятилетий и закончилось только в 1730 году; тогда же костёл был освящён. В 1750—1754 годах по проекту Иоганна Кристофа Глаубица были надстроены две башни храмы, достроены фронтоны, а в 1755—1756 годах пристроены сени (тамбур входа; архитектор Иоганн Кристоф Глаубиц). Новые элементы были украшены обильной лепниной.
В 1844 году костёл был закрыт и приход его был приписан к костёлу Святых Иоаннов. Резной деревянный алтарь и амвон были перевезены в костёл в Эйшишках. В 1859 году (по другим сведениям, в 1860 году) храм был возобновлён, приведён в надлежащий вид на средства частных лиц (ремонтными работами руководил архитектор Ян Вишневский, в декорировании костёла участвовал краковский художник Константин Майерановский) и в 1862 году снова открыт для богослужения. Костёл служил усыпальницею семейства Плятеров.
В середине XX века костёл был закрыт. Его здание было отведено под хранилище фондов Литовского национального музея. 19 мая 1993 года храм был передан курии Вильнюсского епископата; временно зданием продолжает пользоваться Литовский национальный музей.
При костёле и монастыре был в старину обширный сад с прудами, впоследствии запущенный. Долгое время сад носил название Миссионерского. Из него открывается прекрасный вид на город.

## Архитектура

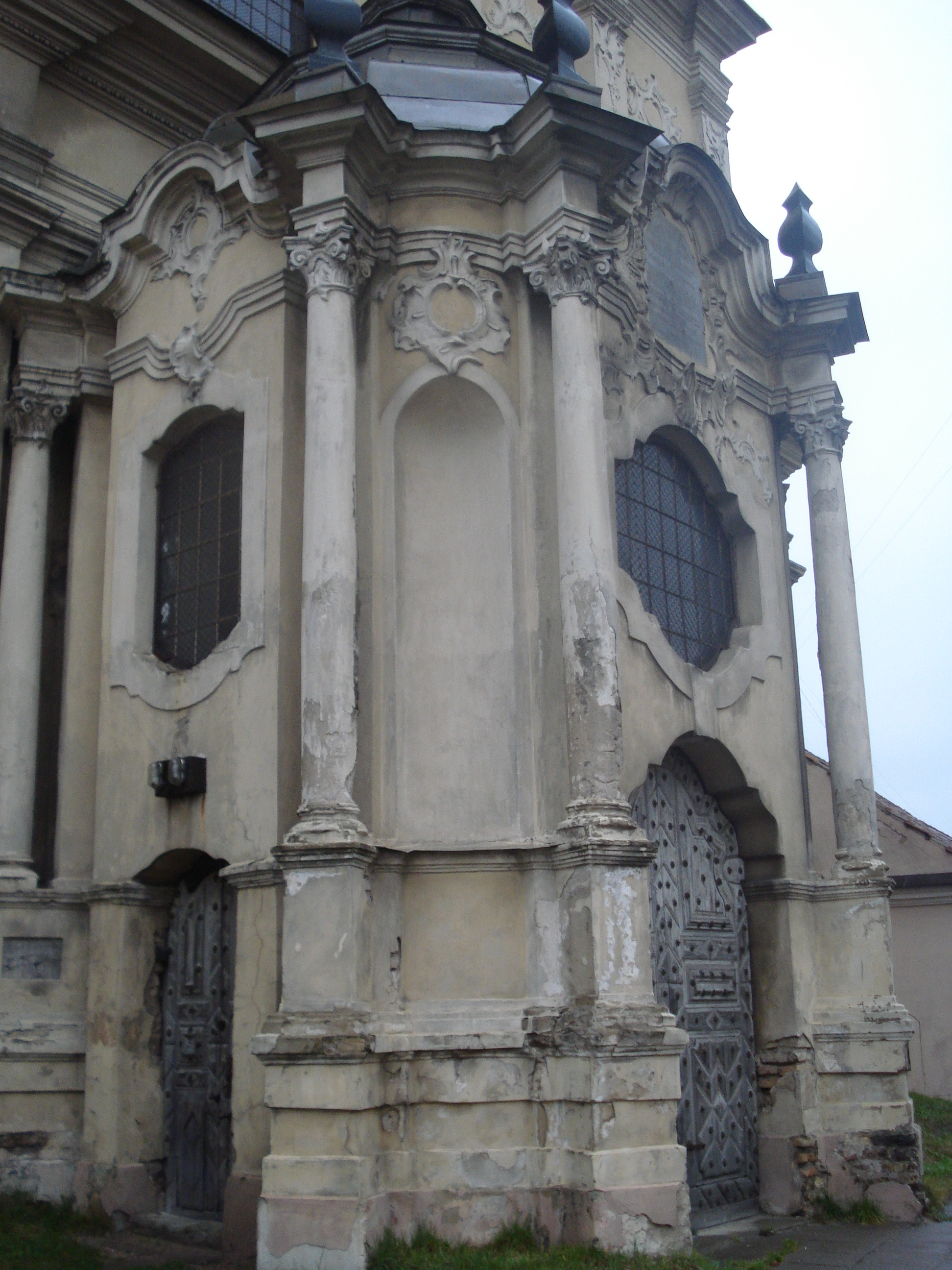
Вход

Костёл располагается в южной части ансамбля бывшего монастыря, главным южным фасадом выходя на улицу Субачяус. Здание является характерным примером вильнюсского позднего барокко и отличается изящными высокими башнями. Храм базиликального типа, трёхнефный с очень узкими боковыми нефами. У боковых нефов имеются по две часовни. Высота центрального нефа равна его длине (18,5 м). Пресвитерий уже и ниже основной части здания и завершается полукруглой апсидой.

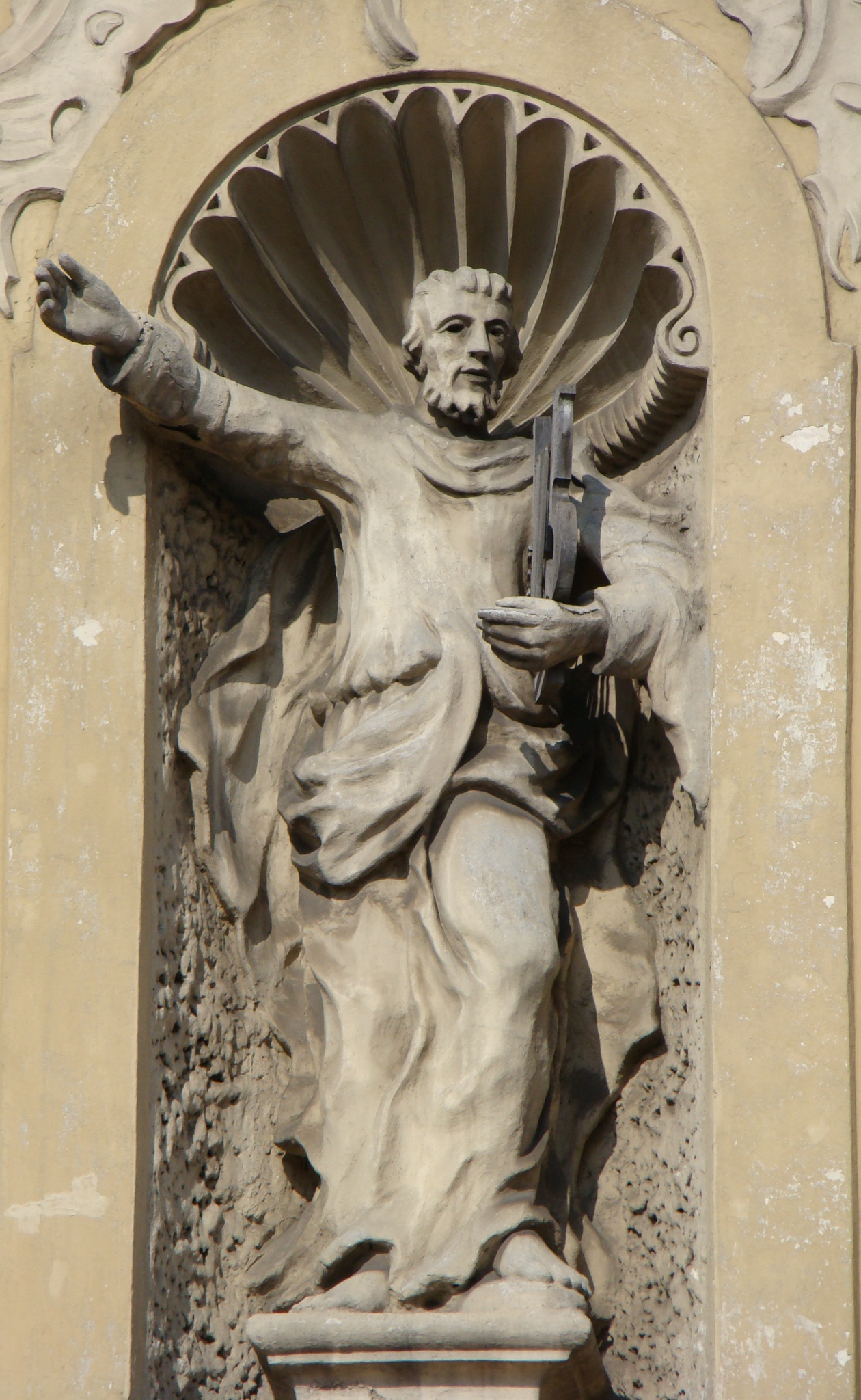
Статуя Давида

Плоскость главного фасада членится карнизами, пилястрами и арочными окнами и нишами. Между башнями высотой 48 м и шириной 4,75 м размещается широкий фронтон с динамическим силуэтом ступенчатых и волнистых форм. В нижнем ярусе фасада выделяются широкие пилястры. Декор в стиле рококо, украшающий верхнюю часть окон и ниш второго яруса фасада, повторяется на третьем, четвёртом и пятом ярусах башен. Два верхних яруса башен с угловыми пилястрами, волютами и вазами на них.
Фронтон заднего северного фасада храма почти такой же, как и главный, однако более простых форм.
Вход в храм ведут сени (тамбур) с тремя дверями в форме ротонды с куполом. Интерьер пышно декорирован в стиле рококо. Сени с окнами и нишами разных форм квадратные в плане, с закруглёнными углами; углы украшены ионическими колоннами, поддерживающими антаблемент с вазами над ним.
Своды подвальных помещений, нефов и часовен цилиндрические и крестовые с люнетами. Храм покрывает крыша из жести.
Снаружи храм украшают произведения металлической пластики в стиле позднего барокко, — четыре креста, две декоративных верхушки на заднем фронтоне (по обе стороны креста), девять решёток, — изготовленные из железа местными мастерами в 1753 году. Ажурные кресты башен одинаковы, кресты главного и заднего фронтов отличаются друг от друга.
В нишах второго яруса главного фасада установлены две статуи — Давида в восточной части и Моисея в западной. Статуи деревянные, полихромированные, покрытые сглаживающим формы толстым слоем краски, в стиле рококо. Высота статуи Давида — 2,20 м, Моисея — 2,29 м; они стоят на невысоких (0,71 м и 0,61 м) профилированных постаментах. Созданы статуи в середине XVIII века.
В костёле сохранился алтарь Святого Винцента, характеризующийся высокохудожественным исполнением. В 1844 году из храма были перевезены резной деревянный барочный алтарь и амвон в костёл Христова Вознесения, расположенный в местечке Эйшишки.

## Дворец Сангушки

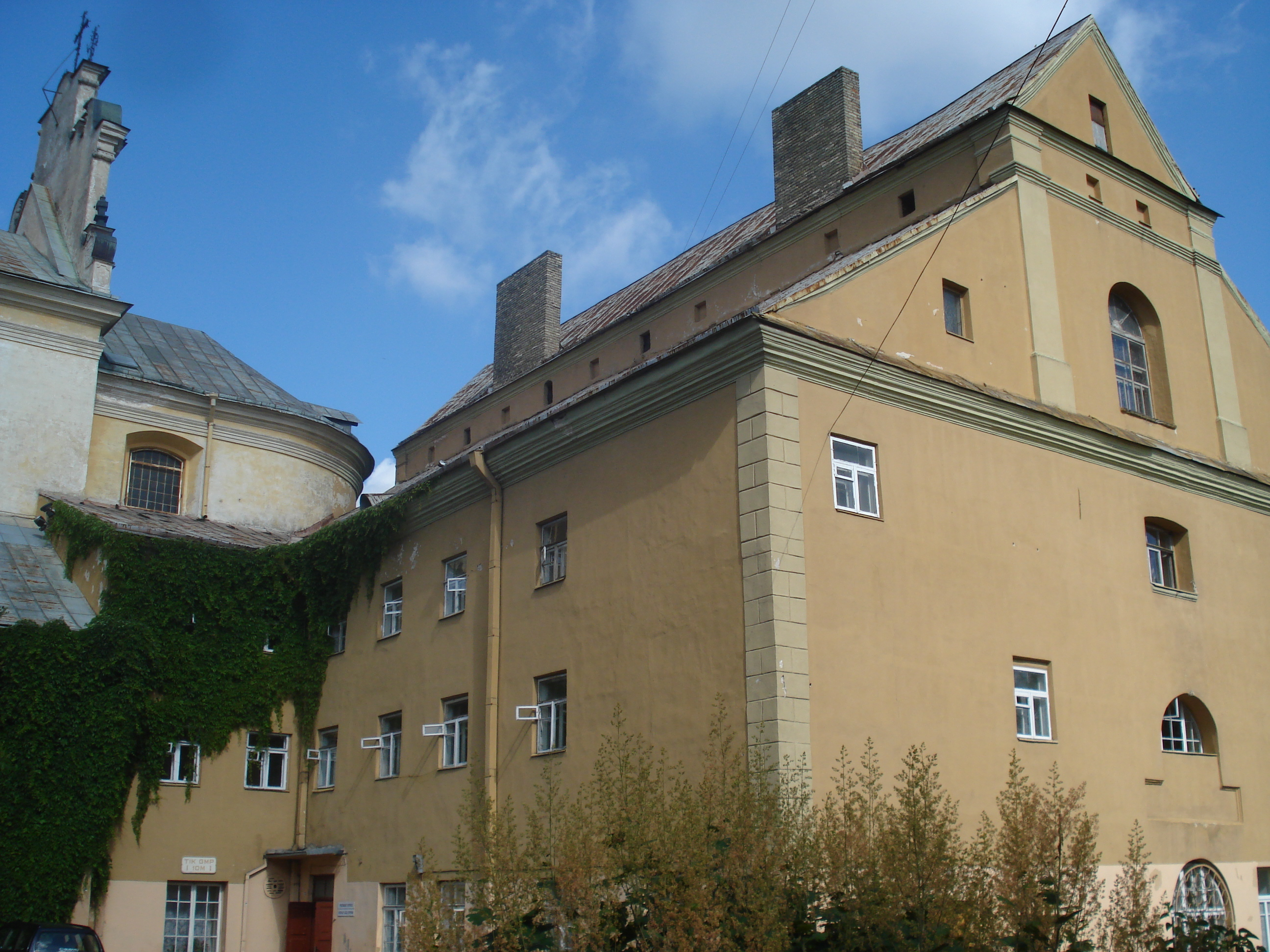
Дворец Сангушки

Бывший дворец Сангушки находится к северо-востоку от костёла и соединён со зданием монастыря. Здание дворца трёхэтажное, с просторными чердачными помещениями. В плане здание четырёхугольное; строительная техника ренессансная, подвалы и цоколь сложены из камней и кирпичей, стены — из оштукатуренного кирпича. Фасады без декора, лишь углы подчеркнуты рустованными пилястрами; по два пилястра имеется также на двух фронтонах. В восточном фасаде прорублены асимметрично расположенные окна и ниши различных форм.
Монахи, обосновавшиеся в бывшем дворце Сангушки, соорудили часовню. Позднее во дворце действовала духовная семинария, располагавшая большой библиотекой (в 1820 году насчитывала 6769 книг). В семинарии в 1773—1775 годах учился, а в 1775 году преподавал математику Лауринас Стуока-Гуцявичюс, впоследствии известный литовский архитектор. С 1803 года здесь же действовала приходская школа. Часть здания в 1807 году занял военный госпиталь, в первой половине XIX века — тюрьма. В 1831 году в ней содержались взятые в плен участники восстания 1830—1831 годов, а также подозреваемые в причастности к восстанию. Отсюда они направлялись в другие тюрьмы — в Ригу, Смоленск, Дерпт. Позднее здесь же содержались в заключении арестованные участники созданной Шимоном Конарским конспиративной сети «Союза польского народа» и другие члены различных тайных организаций.

## Монастырь

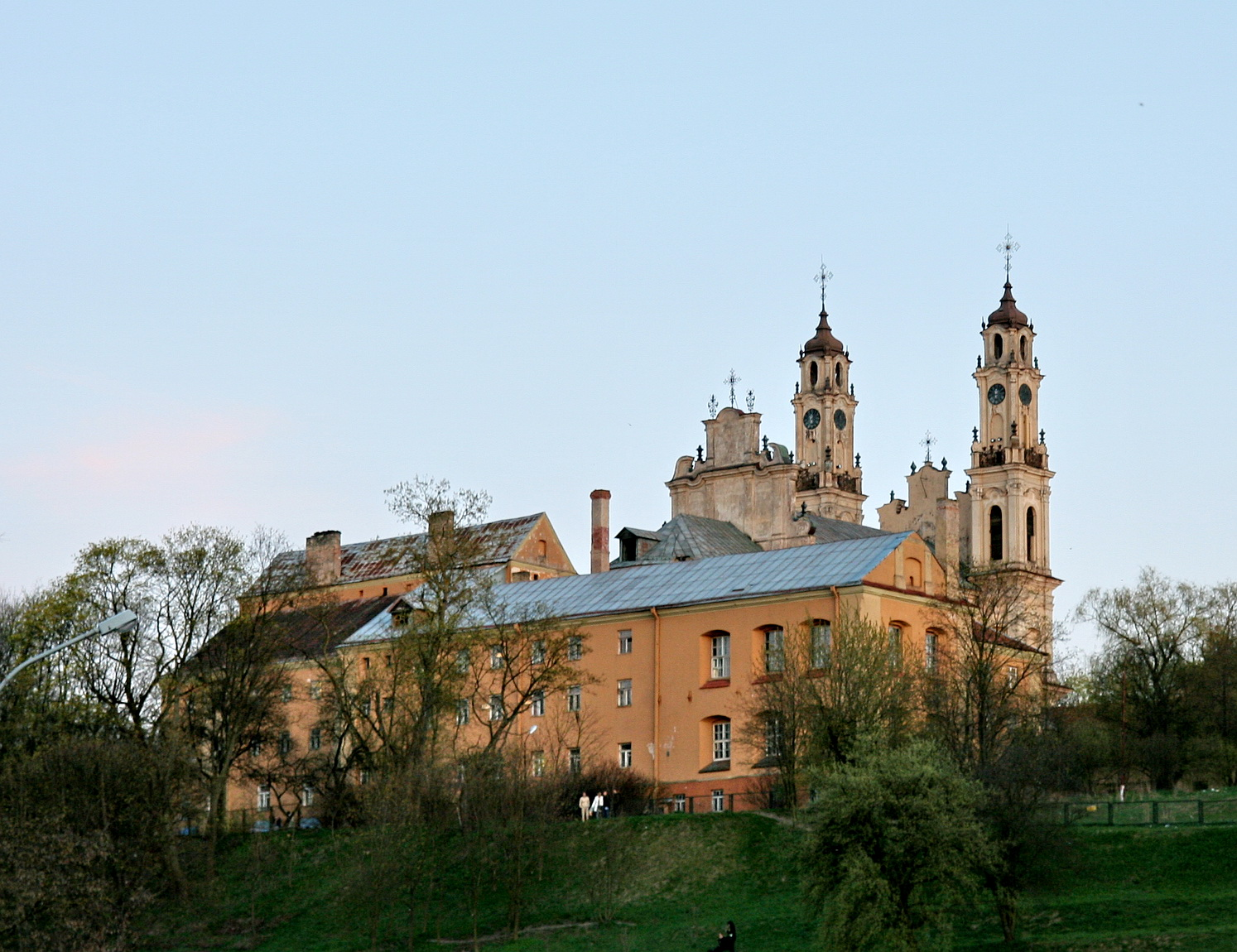
Монастырь. Вид из долины Вильни

Здание монастыря образовано из трёх массивных трёхэтажных прямоугольных корпусов. Они вместе с дворцом Сангушки (с востока) и апсидой и ризницей костёла (с юга) окружают храм с северной стороны, образуя небольшой замкнутый двор. В плане все три этажа одинаковы: с одной стороны вдоль коридора располагаются помещения различных размеров. Здание кирпичной кладки, оштукатуренное, кровля из жести. С северной стороны, из долины реки Вильни, здание выглядит особенно массивным, контрастируя с декоративным фронтоном и изящными высокими башнями костёла.
Здание монастыря строилось двухэтажным. Первоначально на склоне холма в 1739—1744 годах был построен восточный корпус и соединён с дворцом Сангушки. Позднее западный и южный корпуса, упоминаемые с 1751 года, соединили монастырь с храмом. В южной части, по обеим сторонам главного фасада костёла, были построены два одноэтажных флигеля — служебное здание («официна») и хозяйственное здание. Монастырское здание построено по проекту монаха Яна Шретера; он же руководил строительством.

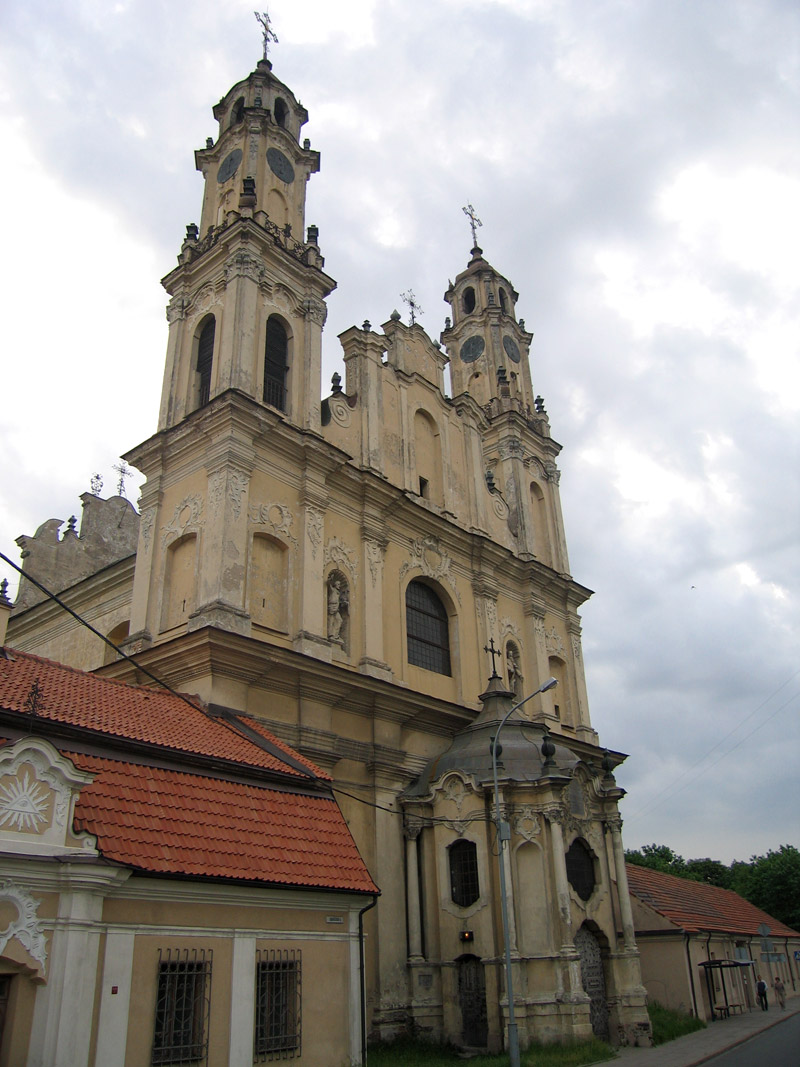
Официна (слева), костёл и хозяйственное здание (справа)

Служебное здание слева от костёла по улице Субачяус примыкает к юго-западному углу храма и представляет собой несколько выгнутую низкую, в один этаж, постройку, прямоугольную в плане. Восточную часть главного южного фасада официны украшают пилястры; декоративный акцент асимметричной композиции фасада — портал позднего барокко, своими формами соответствующий декору фасада костёла. Дверная ниша с аркой украшена пилястрами; над дверями пышный асимметричный картуш. Над порталом возвышается небольшой фронтон с волнистым карнизом, по бокам подпираемым волютами. Здание возведено в 1744—1751 годах по проекту того же Яна Шретера.

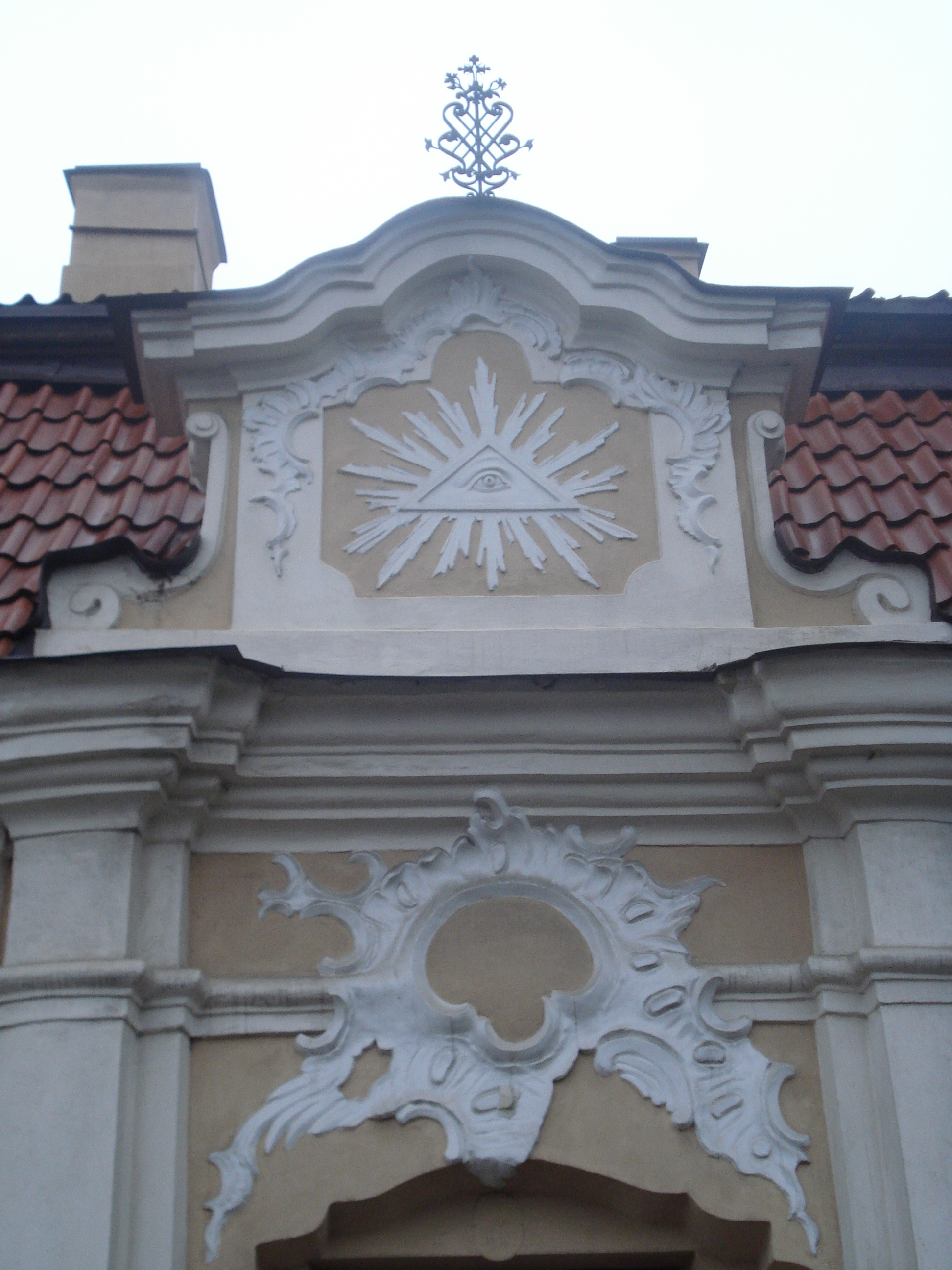
Верхняя часть портала официны

С 1790 года часть здания была отведена под приют для стариков, больницу и приют подкидышей. По данным 1830 года, в монастырских помещениях насчитывалось 44 кельи, 4 комнаты слуг и ремесленников, 5 складов, кладовка для съестных припасов. В разное время в монастыре проживало до 150 человек — монахов, семинаристов, учителей, слуг, ремесленников. Ансамбль монастырских зданий был окружён забором, за которым располагались также огороды, два плодовых сада (около 300 плодовых деревьев) и небольшой английский парк для прогулок, с двумя родниками, и 5 прудов, в которых разводились карпы и караси. На территории монастыря имелись также пивоварня, баня, склады, две конюшни, кузница, прачечная и другие постройки хозяйственного назначения. В хозяйственном флигеле в 1799—1832 годах действовала типография, перевезённая из Гродно (где принадлежала иезуитам).
После того, как в 1844 году монастырь был упразднён, в его зданиях располагались жилые квартиры, казармы, тюрьма, военный госпиталь, православная духовная консистория (1848), институт благородных девиц (1856), психиатрическая лечебница (1859), благотворительное общество «Доброхотная копейка» (1874), которое устроило здесь мастерские, школу и жилые помещения для призреваемых . Перед Первой мировой войной часть помещений бывшего монастыря заняла гимназия. В 1915 году здания перешли в ведение городской управы.
После Второй мировой войны в монастырских зданиях разместилась Вильнюсская 2-я городская больница. На территории бывшего монастыря вдоль улицы Субачяус за официной и высоким каменным забором был построен двухэтажный корпус отоларингологического и офтальмологического отделений. Здание официны в 1973—1974 годах было приспособлено под аптеку этой больницы, занимавшей остальные здания ансамбля. Вильнюсская 2-я городская больница позднее стала называться Миссионерской больницей (Misionierių ligoninė). В 2004 году началась реструктуризация больницы, предусматривающая перенос отоларингологического и офтальмологического лечения в другие медицинские учреждения.
В 2005 году больница была присоединена к больнице Миколаса Марцинкявичюса (на улице Кауно). Монастырские здания, как и храм, были возвращены католической церкви, но временно они используются больницей.
Корпус отоларингологического и офтальмологического отделения в 2005 году были проданы за 55 миллионов литов фирме „Corpmanagement“. Заброшенное здание постепенно разрушается; в нём проживают бродяги, по вечерам отдыхают наркоманы.